# مارك هرنانديز
مارك هرنانديز (بالإنجليزية: Mark Hernandez) هو لاعب كرة قدم أمريكي في مركز الوسط، ولد في 7 أغسطس 1996 في آناهايم في الولايات المتحدة. لعب مع نادي رينو 1868.